# BFS finance
Die BFS finance GmbH ist eine Tochtergesellschaft der Bertelsmann AG und gehört zum Konzernbereich arvato. Das Unternehmen hat seinen Sitz in Verl bei Gütersloh und weitere Standorte in Münster, Dortmund und Potsdam. Es ist ein bankenunabhängiges Finanzdienstleistungsunternehmen, beschäftigte im Jahr 2015 im Unternehmensverbund insgesamt ca. 600 Mitarbeiter und wickelt ein Forderungsvolumen in Höhe von 3,8 Milliarden EUR in etwa 70 Millionen Transaktionen ab.
Erbracht werden Leistungen im Forderungsmanagement und Financial Services von der Entstehung einer Forderung, der Rechnungsstellung und -abwicklung inklusive der Forderungsabsicherung sowie der Vorfinanzierung bis hin zur Buchung der Zahlung.

## Geschichte
Die BFS finance GmbH wurde im Jahr 1999 als Gesellschaft des Bertelsmann-Konzerns gegründet, die Wurzeln des Geschäftes gehen bis ins Jahr 1961 zurück.

## Leistungen
Die BFS finance GmbH hat sich zu einem Anbieter im deutschen Factoringmarkt und im B2B und B2C Full-Service-Factoring in Deutschland entwickelt. Darüber hinaus bietet sie auch Dienstleistungen zur Zentralregulierung an. Im Unternehmensverbund werden im Weiteren das Outsourcing im Finanz- und Rechnungswesen sowie Gestaltung von nationalen und internationalen Order-to-Cash-Prozesslösungen in wachstumsstarken E-Business-Massenmärkten angeboten. Mit der Tochtergesellschaft BFS health finance GmbH hat sich die BFS finance auch auf die Abrechnung von Leistungserbringern im Gesundheitswesen spezialisiert. Die BFS health finance GmbH entstand durch Übernahme der AKH Abrechnungskasse der Heilberufe und Ärzteservice GmbH mit Stammsitz in Hagen im Jahr 2004. Zu den Kundensegmenten zählen Zahnärzte, Ärzte, Tierärzte und Kliniken. Für diese Leistungserbringer gehört der Forderungsankauf zum Kern des Geschäftsmodells der BFS health finance. Für die BFS health finance GmbH arbeiten am Sitz in Dortmund rund 400 Mitarbeiter.

## Mitgliedschaften
Die BFS finance ist Mitglied des Deutschen Factoring-Verbandes e.V., Berlin., Verein für Credit Management e.V., BVMW – Bundesverband mittelständische Wirtschaft sowie VATM – Verband der Anbieter von Telekommunikations- und Mehrwertdiensten e.V.